# Cerkiew Zwiastowania Przenajświętszej Bogurodzicy w Malczycach
Cerkiew pod wezwaniem Zwiastowania Przenajświętszej Bogurodzicy – prawosławna cerkiew parafialna w Malczycach. Należy do dekanatu Wrocław diecezji wrocławsko-szczecińskiej Polskiego Autokefalicznego Kościoła Prawosławnego.
Świątynia mieści się przy ulicy Adama Mickiewicza.
Cerkiew Zwiastowania Przenajświętszej Bogurodzicy to dawny kościół ewangelicki, zbudowany w stylu neogotyckim, pochodzący z lat 1902–1903. Wzniesiony według projektu jednego z największych architektów niemieckich Hansa Poelziga, który zaprojektował również wystrój wnętrza. Świątynia posiada trzy kondygnacje okien. W latach 1953–1954 przebudowana do potrzeb prawosławnych. Ikonostas pochodzi z Lubelszczyzny, z cerkwi św. Michała Archanioła w Kulnie. W latach 1987–1997 dokonano kapitalnego remontu cerkwi, uzupełniono też wyposażenie wnętrza. Podczas tego remontu zniszczona jednak została pierwotna koncepcja Poelziga, która polegała na zastosowaniu dwubarwnego tynku, imitującego mur pruski, i tym samym nawiązaniu wyglądem zewnętrznym do słynnych Kościołów Pokoju w Świdnicy oraz w Jaworze. Oba te niezwykle ważne dla historii architektury sakralnej Śląska kościoły zostały w dużej części wykonane z tzw. muru pruskiego. Przez takie rozwiązanie Poelzig chciał podkreślić regionalną przynależność nowego kościoła w Malczycach.
Cerkiew została wpisana do rejestru zabytków 22 grudnia 1992 pod nr A/1152/673/W.

## Galeria

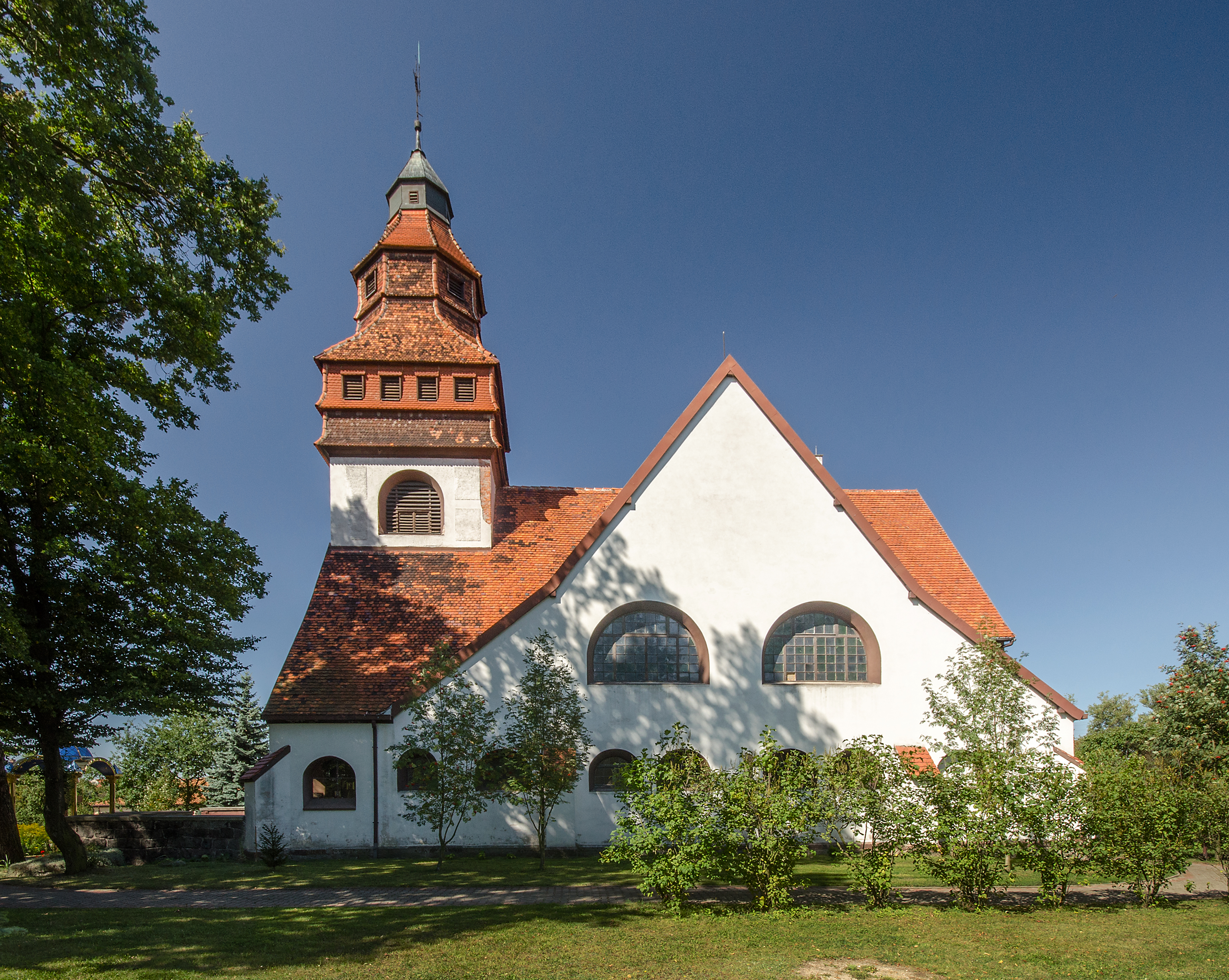
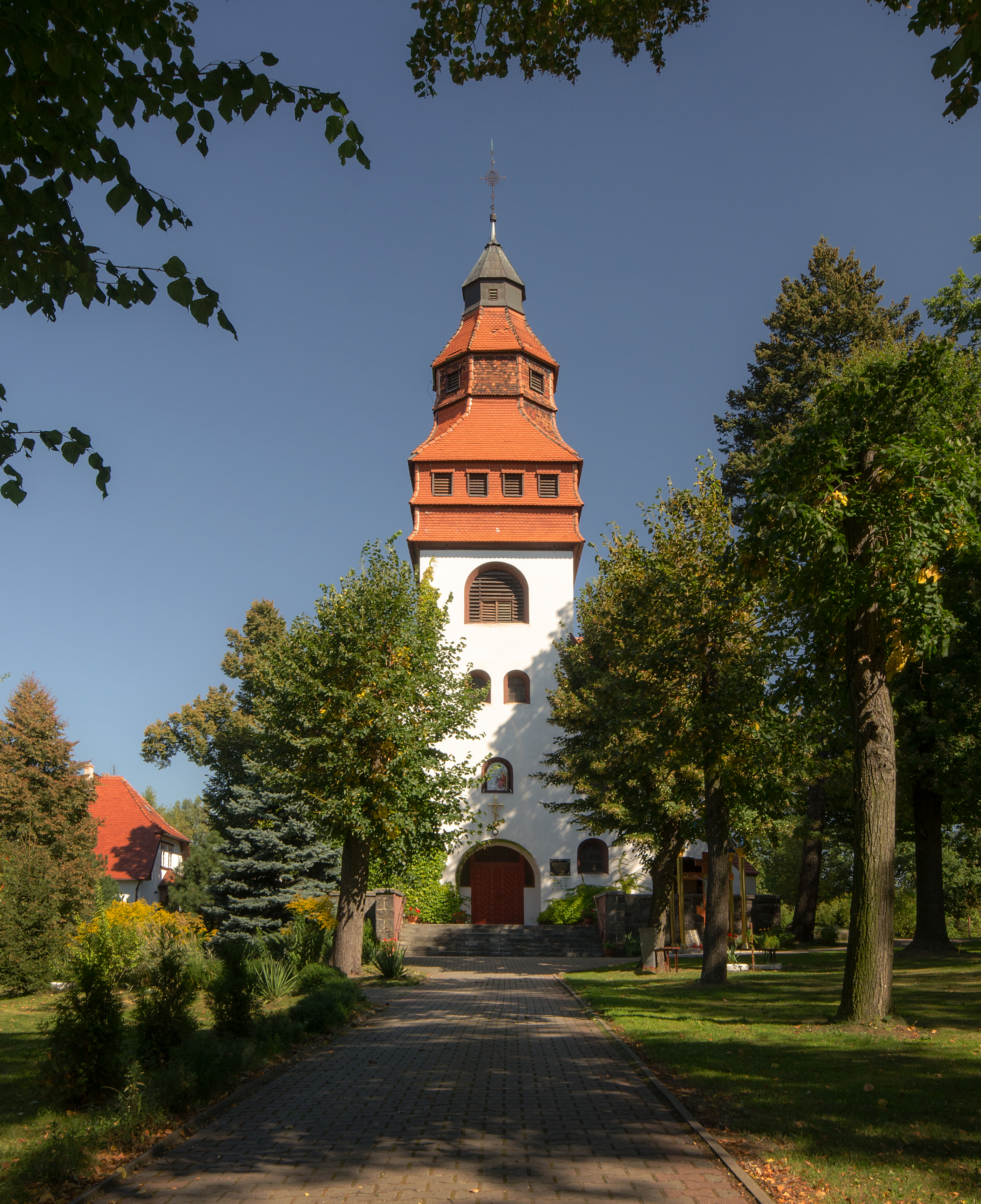